# لوناتیک‌های رها شده
لوناتیک‌های رها شده (به انگلیسی: Loonatics Unleashed) مجموعه پویانمایی آمریکایی در ژانر ادبیات داستانی ابرقهرمانی است که توسط برادران وارنر انیمیشن ساخته شد و به مدت دو فصل از سال ۲۰۰۵ تا ۲۰۰۷ از شبکه کیدز دبلیو بی پخش شد. این مجموعه همچنین به‌صورت بین‌المللی (به‌جز ایالات متحده و ژاپن) از کارتون نت‌ورک نیز پخش شد.
این سریال بر اساس/با الهام از شخصیت‌های کارتونی لونی تونز ساخته شده است و توسط برادران وارنر به‌عنوان یک کمدی اکشن توصیف شده است. لوناتیک‌های رها شده ترکیبی از سبک طنز بی‌پروای انیمیشن‌های کوتاه Looney Tunes و یک مجموعه پویانمایی اکشن مدرن است، با طراحی شخصیت‌هایی که به سبک پویانمایی اکشن امروزی نزدیک‌تر هستند.
برخلاف مجموعه‌های قبلی مرتبط با لونی تونز، لوناتیک‌های رها شده حال و هوای تاریک‌تری دارد و در یک دنیای ادبیات داستانی آخرالزمانی و پسا-آخرالزمانی جریان دارد و شامل چندین خط داستانی فرعی است.
طرح‌های اولیه شخصیت‌ها با واکنش منفی طرفداران روبه‌رو شد و برخی از آن‌ها با راه‌اندازی کارزارهایی خواستار تغییر این طراحی‌ها شدند. در همین حال، ساندر شوارتز از مسیر هنری مجموعه دفاع کرد و اظهار داشت که «شخصیت‌های کلاسیک تنها «دی‌ان‌ای» خود را با این شخصیت‌های جدید به اشتراک می‌گذارند و این صرفاً یک گسترش از مجموعه اصلی است».
سم رجیستر، که در سال ۲۰۰۸ به سمت معاون اجرایی امور خلاقانه برادران وارنر منصوب شد، طراحی شخصیت‌های این مجموعه را «نمونه‌ای از کاری که نباید انجام داد» توصیف کرده است.
لوناتیک‌های رها شده آخرین مجموعه تلویزیونی از فرنچایز Looney Tunes بود که در دهه ۲۰۰۰ به نمایش درآمد. پس از پایان این مجموعه، فرنچایز Looney Tunes تا سال ۲۰۱۱ و انتشار نمایش لونی تونز از طریق کارتون نت‌ورک در حالت تعلیق باقی ماند.

## داستان
رویدادهای لوناتیک‌های رها شده در سال ۲۷۷۲ اتفاق می‌افتد، سالی که یک شهاب‌سنگ با برخورد به یکی از اقیانوس‌های جهان‌شهر آکمتروپلیس، آن را کاملاً از محور اصلی خود خارج می‌کند. اما به‌جای نابود کردن سیاره، این شهاب‌سنگ در ناحیه‌ای ساحلی سقوط کرده و امواجی از انرژی‌های فراطبیعی آزاد می‌کند که باعث تغییر شدید در کدهای ژنتیکی برخی از ساکنان سیاره شده و به آن‌ها توانایی‌ها و قدرت‌های ویژه‌ای می‌بخشد.
یک زن مرموز و قدرتمند به نام زاداویا، شش نوجوان از میان ساکنان آسیب‌دیده را فرا می‌خواند تا تیمی از ابرقهرمانان را تشکیل دهند. او به فرمانده آن‌ها تبدیل شده و مأموریتشان را مقابله با هرگونه تهدید علیه آکمتروپلیس و شهروندانش قرار می‌دهد. این تیم تازه‌تأسیس با نام "Loonatics" شناخته می‌شود و در طبقه ۱۳۴ یک برج بزرگ سکونت دارند. بر اساس بیانیه‌های رسمی و منابع مختلف، این شخصیت‌ها از نوادگان شخصیت‌های کلاسیک لونی تونز هستند. نوادگان دیگر شخصیت‌های Looney Tunes مشخص نیستند، اما در برخی موارد می‌توان آن‌ها را از شواهد استنباط کرد.
در ادامه داستان مشخص می‌شود که زاداویا در واقع یک موجود بیگانه است و از قدرت‌های خود برای منحرف کردن مسیر شهاب‌سنگ استفاده کرده تا از نابودی کامل سیاره جلوگیری کند. همچنین فاش می‌شود که فردی مرموز که بعداً به‌عنوان برادر بزرگ‌تر زاداویا، اپتیماتوس، معرفی می‌شود، شهاب‌سنگ را به سمت آکمتروپلیس هدایت کرده تا خواهرش را از بین ببرد.
در فصل دوم، فضای سریال کمی سبک‌تر می‌شود و تعداد بیشتری از نوادگان شخصیت‌های Looney Tunes معرفی می‌شوند، هرچند بیشتر آن‌ها تنها در یک قسمت ظاهر می‌شوند. شخصیت‌های شرور فصل قبل کمتر مورد اشاره قرار می‌گیرند یا به‌ندرت ظاهر می‌شوند. زاداویا دیگر یک شخصیت مرموز نیست و به‌طور منظم در ماجراجویی‌های Loonatics شرکت می‌کند. دو بیگانه دیگر از سیاره زاداویا نیز معرفی می‌شوند: دیوس و کیبوردمن. در قسمت پایانی فصل، Loonatics به‌طور موقت با سیلث‌وستر همراه می‌شوند و اپتیماتوس جای خود را به دیوس به‌عنوان ابرشرور اصلی مجموعه می‌دهد.

## شخصیت‌های اصلی
- ایس بانی: از نوادگان باگز بانی. پیش از برخورد شهاب‌سنگ به شهر، ایس به‌عنوان یک خرگوش بدلکار در فیلم‌ها فعالیت می‌کرد.[۵]
- لکسی بانی: از نوادگان لولا بانی. پیش از برخورد شهاب‌سنگ به شهر، لکسی در تلاش بود تا به‌عنوان یک تشویق‌کننده در دانشگاه آکمتروپلیس پذیرفته شود.[۵]
- دنجر داک: از نوادگان دافی داک. پیش از برخورد شهاب‌سنگ به شهر، دنجر به‌عنوان خدمتکار استخر مشغول به کار بود.[۵]
- اسلم تاسمانی: از نوادگان شیطان تاسمانی (لونی تونز). پیش از برخورد شهاب‌سنگ به شهر، اسلم یک مبارز در رینگ بود. با توجه به سبک مبارزات او، می‌توان حدس زد که او در مسابقات کشتی حرفه‌ای نمایشی شرکت می‌کرد.[۵]
- تک ای. کایوت: از نوادگان کایوت و رودرانر. پیش از برخورد شهاب‌سنگ به شهر، تک دانشجوی مؤسسه آکمه بود. هرچند که به‌طور صریح اشاره نشده، اما به نظر می‌رسد که او به دلیل «دیوانه» خطاب شدن از مؤسسه اخراج شده است. این اتفاق پس از آن رخ داد که یکی از اساتید به اشتباه از دستگاه او استفاده کرد. البته، تک در دفاع از خود گفته بود که دکمه خود-تخریب را فقط برای کسب امتیاز اضافی نصب کرده بود.[۵]
- رو رانر: از نوادگان کایوت و رودرانر. پیش از برخورد شهاب‌سنگ به شهر، روو به‌عنوان یک پیک کار می‌کرد و در کنار آن، وسایل مختلفی را اختراع می‌کرد.

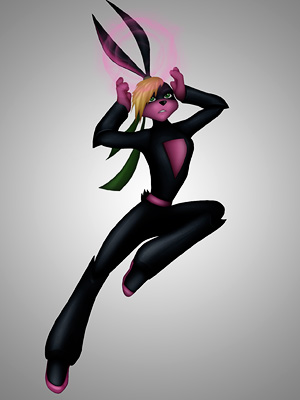
لکسی بانی
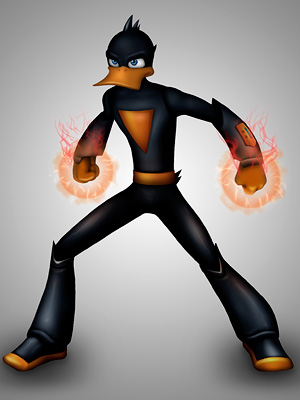
دنجر داک
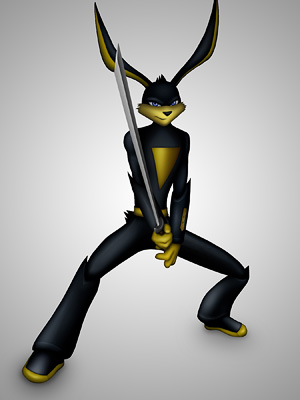
ایس بانی
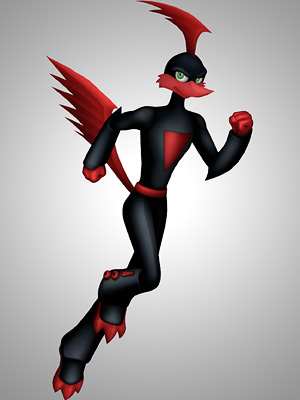
رو رانر
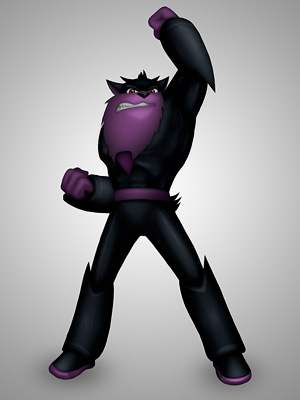
اسلم تاسمانی
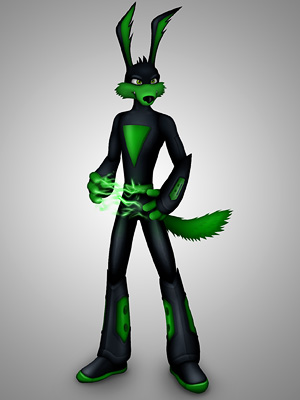
تک ای. کایوت

## صداپیشگان اصلی
- چارلی اشلتر – ایس بانی
- جسیکا دی‌چیکو – لکسی بانی
- جیسون مارسدن – دنجر داک، روپس اوبرون
- کندی مایلو – زاداوی، هریت رانر، میستی بریز، ملکه گرنیکوس
- راب پالسن – روو رانر، گورلوپ، آقای لگرن (دومین بار)
- کوین مایکل ریچاردسون – اسلم تاسمانی، تک ای. کایوتی، تریک دیلی (ذکر نشده در تیتراژ)

### صداپیشگان فرعی
- چارلی آدلر – آپتیماتوس
- جو السکی – سیلث وستر، توییتامز سلطنتی، ملوین مریخی، استونی سنگی
- دی بردلی بیکر – اوتو دی اوُد
- جف بنیت – پروفسور زین، دکتر فیدل کرونیکر، کلنل ترنچ
- باب برگن – پینکستر پیگ
- استیون بلوم – فوز-زس
- دن کستلانتا – استاد دانشگاه
- مایکل کلارک دانکن – مسیو
- بوتسی کالینز – بوتس بلیندا
- جیم کامینگز – صداهای اضافی
- کیلی کوئوکو – ودر وین
- تیم کوری – رئیس سیرک
- گری دلیسل – آپوکازون‌ها
- جینی الیاس – زن شیک‌پوش
- بیل فارمر – آقای لگرن (اولین بار)
- دیوید فاستینو – تایم اسکیپ
- ویویکا ای. فاکس – بلک ولوت
- مارک همیل – آدولفو، کاپیتان کشتی
- فلورانس هندرسون – مالوری مسترمایند
- مایکی کلی – ریپ رانر
- تام کنی – گونار فاتح
- موریس لامارش – اوفییوکوس سم، پیر له پیو
- فیل لامار – دریک سایفر
- فیل موریس (هنرپیشه) – صداهای اضافی
- درن نوریس – پدر بیگانه، رالف رانر
- کاری پیتون – ژنرال دیوس
- کری سامر – بچه کوچک
- جیمز آرنولد تیلور – باگزی دی باگ
- سایمون تمپلمن – دکتر دِر
- بیلی وست – الکترو جی. فاد، ساجیتاریوس استامپر
- سرینا ویلیامز – ملکه آتنا

## تولید
لوناتیک‌های رها شده به‌عنوان یک پیشنهاد از سوی کریستین و ایوون ترمبلی شکل گرفت و در ابتدا با عنوان The Loonatics شناخته می‌شد. این ایده شامل بازتفسیر شخصیت‌های کلاسیک لونی تونز بود.
این تیم پیشنهاد خود را به ساندر شوارتز، رئیس وقت برادران وارنر انیمیشن، ارائه دادند. شوارتز نسبت به این ایده واکنش مثبتی نشان داد و پس از نمایش طرح مفهومی به یک گروه کانونی متشکل از کودکان، این پروژه به‌طور رسمی تأیید شد.
دیوید جانولاری، رئیس وقت کیدز دبلیو بی، از این سریال استقبال کرد و آن را «راهی عالی برای انتقال فرنچایز کلاسیک Looney Tunes که دهه‌ها با مخاطبان محبوب بوده، به هزاره جدید» توصیف کرد.

## بازخورد
لوناتیک‌های رها شده در کنار طرفدارانی که به‌دست آورد بازخوردهای منفی از منتقدان دریافت کرد.
جولی هرمن از Common Sense Media به این مجموعه دو ستاره از پنج ستاره داد و گفت که شوخی‌ها «دیگر خیلی خنده‌دار نیستند» و شخصیت‌ها «دیگر چیزی بیشتر از مواد پرکننده نیستند.»
تعدادی از طرفداران لونی تونز نیز این سریال را توهینی به شخصیت های فراینچر اصلی لونی تونز دانستند اما به طور کلی در کشور های دیگر بسیار مورد استقبال قرار گرفت

## در ایران
در اواخر دهه 80 شمسی این سریال برای اولین بار توسط انجمن صنفی گویندگان جوان دوبله و توسط موسسه جوانه پویا پخش گردید
عوامل دوبلاژ : مهدی ثانی خانی ( ایس بانی )-مینا مومنی ( لکسی بانی )-محمدرضا صولتی ( اردک خطر + تک ای کایوت )-امین قاضی ( رو رانر )
(علی رغم دوبله بسیار باکیفیت این مجموعه به دلایلی تنها 7 قسمت اول این مجموعه توسط گلوری دوبله و توسط موسسه جوانه پویا منتشر شد)
در مرداد سال 1398 صداو سیمای جمهوری اسلامی ایران نیز اقدام به دوبله این مجموعه کرد و سرانجام در عید سال 1399 این مجموعه برای اولین بار از شبکه کودک صداو سیما پخش گردید در سال 1400 نیز بار دیگر این مجموعه توسط کوالیما دوبله و از پلتفرم نماوا پخش شد

### حواشی
در هنگام پخش این مجموعه از شبکه کودک صدا و سیمای جمهوری اسلامی ایران 6 قسمت از مجموعه به طور کامل حذف گردید و نام این سریال نیز به طور کامل توسط صداوسیما تغییر داده شد